# Phytobia diversata
Phytobia diversata är en tvåvingeart som beskrevs av Spencer 1961. Phytobia diversata ingår i släktet Phytobia och familjen minerarflugor.
Artens utbredningsområde är Taiwan. Inga underarter finns listade i Catalogue of Life.